# Бернхард V (Липе)
Бернхард V фон Липе (на немски: Bernhard zur Lippe; * ок. 1290; † пр. 1365) от Дом Липе е от 1344 до 1365 г. господар на Господство Реда.
Той е син на Симон I фон Липе († 1344), владетел на Господството Липе и на Господство Реда, и съпругата му Аделхайд фон Валдек († 1339/1342), дъщеря на граф Хайнрих III фон Валдек.
Най-големият му брат Бернхард е епископ на Падерборн (1321 – 1341).
След смъртта на баща му през 1344 г. господството Липе е разделено. Бернхард V получава територията около Реда и Липщат, а по-малкият му брат Ото получава територията около Лемго и се жени за Ирмгард от Марк, дъщеря на граф Енгелберт II фон Марк.
Когато Бернхард умира около 1365 г. Неговата вдовица Рихарда дава наследството му първо на съпруга на най-голямата и дъщеря Ото VI фон Текленбург. През 1366 г. тя се отказва от предаването на наследството и определя за наследник своя племенник Симон III фон Липе, единственият син на Ото от Липе. Ото VI отказва да предаде наследството, което води до дългогодишна борба, която накрая завършва в полза на Текленбург.

## Фамилия
Бернхард V се жени през 1344 г. за Рихарда фон Марк, дъщеря на граф Енгелберт II фон Марк. Те имат децата:
- Симон († пр. 1363)
- Аделхайд († ок. 1392), наследничка на Реда, ∞ 1362 граф Ото VI фон Текленбург († 1388)
- Мехтхилд († 1365), ∞ граф Хайнрих II фон Холщайн-Рендсбург († ок. 1384)
- Хайлвиг